# Albion, Quận Jackson, Wisconsin
Albion là một thị trấn thuộc quận Jackson, tiểu bang Wisconsin, Hoa Kỳ. Năm 2010, dân số của thị trấn này là 1.162 người. Cộng đồng không chứng nhận Disco đặt ở thị trấn trên.